# Anuraeopsis quadriantennata
Anuraeopsis quadriantennata är en hjuldjursart som först beskrevs av Koste 1974.  Anuraeopsis quadriantennata ingår i släktet Anuraeopsis och familjen Brachionidae. Inga underarter finns listade i Catalogue of Life.